# Synapsis boonlongi
Synapsis boonlongi là một loài bọ cánh cứng trong họ Bọ hung (Scarabaeidae).